# Trinity College (Oxford)
Il Trinity College è uno dei college costituenti l'Università di Oxford. Possiede quattro corti e ampi giardini nonché un piccolo bosco: nonostante ciò, ospita circa 400 studenti, risultando un collegio di grandezza media. Il sito che occupa è lo stesso sul quale fu fondato il Durham College nel 1286, successivamente abbandonato durante la riforma protestante poiché dedicato alla Vergine Maria. Nel 1555, Sir Thomas Pope, cattolico e rimasto senza figli, decise di utilizzare i suoi averi per fondare un collegio con la speranza di essere ricordato nelle preghiere degli studenti: fu poi seppellito accanto all'altare, nella cappella. 
Il Trinity College ha ammesso le donne a partire dal 1979.